# Zoe (film 2001)
Zoe è un film del 2001 diretto da Deborah Attoinese.

## Trama
Tre ragazze in fuga dirottano l'auto di un'inglese che si è persa nel paese dei Navajo, per andare a spargere le ceneri di sua madre.